# Opercularia scabrida
Opercularia scabrida là một loài thực vật có hoa trong họ Thiến thảo. Loài này được Schltdl. mô tả khoa học đầu tiên năm 1847.